# Jake Cooper
Jake Matthew Cooper, född 3 februari 1995 i Ascot, England, är en engelsk fotbollsspelare som spelar för Millwall i Championship.